# Stimme (Lied)
Stimme ist ein Lied und die Debütsingle des deutschen Musikprojektes Eff, bestehend aus dem rheinland-pfälzischen Popsänger Mark Forster und dem Hamburger DJ Felix Jaehn. Das Stück ist die fünfte Singleauskopplung aus Jaehns Debütalbum I.

## Entstehung und Artwork
Geschrieben wurde das Lied gemeinsam von Mark Forster, Felix Jaehn und Philipp Steinke. Die Produktion erfolgte nur durch die beiden Eff-Mitglieder Forster und Jaehn. Die Abmischung und das Mastering erfolgten durch MbNM (Mixed by Nikodem Milewski) in Wien, unter der Leitung von Nikodem Milewski selbst. In Zusammenarbeit mit Christophe Vitorino De Almeida programmierte Milewski auch die Single. Die Single wurde unter den Musiklabels Island Records und Polydor veröffentlicht und durch Sony/ATV Music Publishing vertrieben. Auf dem Cover der Download-Single sind lediglich der Künstlername und der Liedtitel in oranger Schrift vor einem blauen Hintergrund zu sehen. Auf dem Cover der Single ist der Hintergrund in Schwarz gehalten.

## Veröffentlichung und Promotion
Die Erstveröffentlichung von Stimme erfolgte als Download-Single am 27. November 2015. Bereits eine Woche zuvor feierte das Lied seine Airplay-Premiere im Radio. Die Veröffentlichung einer physischen Single folgte knapp zwei Monate später am 25. Januar 2016 in Deutschland, Österreich und der Schweiz. Die Maxi-Single wurde als 2-Track-Single veröffentlicht und beinhaltet eine Radio- und Extended-Version von Stimme.

## Hintergrund
Das Musikprojekt zwischen Mark Forster und Felix Jaehn entstand durch ein zufälliges Treffen der beiden Künstler am 6. Juni 2015 in Wien. Der Projektname stammt von der Aussprache des Buchstabens F, der gleichzeitig der Anfangsbuchstabe von Forsters Nachnamen und Jaehns Vornamen ist. Die ersten Gerüchte über eine Zusammenarbeit der beiden entflammten, als sie ein gemeinsames Bild twitterten.
Bis heute folgte noch keine offizielle Bestätigung oder ein gemeinsamer Auftritt der beiden und ihrem Projekt. In einem Interview mit dem deutschen Radiosender MDR Jump wollte Forster nichts über Eff wissen. Auf die Nachfrage über das Projekt antwortete er grinsend mit den Worten: „Eff? Hab ich noch nie von gehört. Was ist das?“ Letztlich gestand er, dass er das Lied doch kennen würde. Zwar würde ihm Deep-House-Musik im Allgemeinen nicht besonders gut gefallen, aber Stimme halte er für ein „ziemlich gutes Lied“.
Nach Jaehns Debütsingle Sommer am Meer aus dem Jahr 2013, folgte eine Reihe englischsprachiger Singleveröffentlichungen und Remixe. Nach knapp drei Jahren ist Stimme die zweite deutschsprachige Singleveröffentlichung von Jaehn. Für Forster ist es nach zwei Popalben der erste Versuch im Bereich des Deep House.

## Inhalt
| „Hör auf die Stimme, hör was sie sagt, sie war immer da, komm, hör auf ihren Rat. Hör auf die Stimme, sie macht dich stark, sie will dass du’s schaffst, also hör was sie dir sagt.“ – Refrain, Originalauszug | Der Liedtext zu Stimme ist mit Ausnahme eines Wortes in deutscher Sprache verfasst. Es enthält das englischsprachige Verb lost ‚verloren‘. Die Musik wurde von Mark Forster, Felix Jaehn und Philipp Steinke komponiert; der Text wurde von Forster und Jaehn verfasst. Musikalisch bewegt sich das Lied im Bereich der House- und Popmusik. Der Gesang des Liedes stammt alleine von Mark Forster, Jaehn wirkt lediglich als DJ. Als zusätzliche Instrumentalisten wurden Christophe Vitorino del Almeida und Philipp Steinke an den Keyboards engagiert. Im oben genannten Interview mit MDR Jump ließ sich Forster zur folgenden Textinterpretation verleiten: „Die Stimme liegt wahrscheinlich zwischen dem Bauch und dem Kopf. Ich hab irgendwas in mir drin. Ich weiß nicht, ob das meine polnische Mutter ist oder meine pfälzische Oma. Irgendwas in mir drin sagt mir schon immer ,Geh mal da hin! Mach das mal nicht!‘ und so.“ Seine innere Stimme meine es immer gut mit ihm und er vermute, dass sich das Projekt so was ähnliches dabei auch gedacht habe. |

## Musikvideo
Das Musikvideo zu Stimme wurde in Los Angeles gedreht und feierte am 19. Februar 2016 seine Premiere. Zu sehen ist der Tänzer Fik-Shun, der durch L.A. spaziert und immer wieder zunächst kurze Popping-Anfälle bekommt. Diese steigern sich im Verlauf des Videos, bis er sich fast nur noch poppend durch die Straßen bewegt. Gegen Ende trifft er auf die Tänzerin Dytto, er erblickt sie auf einer Parkbank sitzend und ist sofort von ihr begeistert und gesellt sich zu ihr. Am Ende tanzen die beiden durch die Straßen L.A.’s. Die Gesamtlänge des Videos beträgt 3:08 Minuten. Regie führte Marc Helfers. Bis August 2025 zählte das Musikvideo über 19,5 Millionen Aufrufe auf der Videoplattform YouTube.

## Mitwirkende
| Liedproduktion - Christophe Vitorino De Almeida: Keyboard, Programmierung - Mark Forster: Gesang, Komponist, Liedtexter, Musikproduzent - Felix Jaehn: DJ, Komponist, Liedtexter, Musikproduzent - Nikodem Milewski: Abmischung, Mastering, Programmierung - Philipp Steinke: Keyboard, Komponist | Musikvideo - Dytto: Schauspieler - Fik-Shun: Schauspieler Unternehmen - Island Records: Musiklabel - MbNM: Abmischung, Mastering - Polydor: Musiklabel - Sony/ATV Music Publishing: Vertrieb |

## Rezensionen
Das deutschsprachige Online-Magazin laut.de beschrieb das Stück mit den folgenden Worten: „Tanzbare, zurückgelehnte Elektro-Beats treffen auf einprägsame Lyrics, vorgetragen vom markanten Stimm-Organ Forsters. Produziert für die Radiostationen und Nachtklubs gleichermaßen. Die Zeichen für einen Hit stehen gut.“

## Kommerzieller Erfolg

### Chartplatzierungen
Stimme erreichte in Deutschland die Chartspitze der Singlecharts und konnte sich insgesamt drei Wochen an ebendieser und 14 Wochen in den Top 10 und 30 Wochen in den Charts halten. Für einen Zeitraum von fünf Wochen war Stimme das erfolgreichste deutschsprachige Lied in den deutschen Singlecharts. In den deutschen Airplaycharts erreichte die Single für zwei Wochen die Spitzenposition. In Österreich erreichte die Single Position zehn und konnte sich insgesamt eine Woche in den Top 10 und 24 Wochen in den Charts halten. In der Schweizer Hitparade erreichte die Single in 16 Chartwochen Position 26 der Charts. 2016 platzierte sich die Single auf Position 39 in den deutschen Single-Jahrescharts, sowie auf Position 62 in Österreich.
Für Forster als Interpret ist dies der achte Charterfolg in Deutschland sowie der fünfte in Österreich und der dritte in der Schweiz. Es ist sein dritter Top-10- und erster Nummer-eins-Erfolg in Deutschland. Als Autor ist dies sein der neunte Charterfolg in Deutschland sowie der fünfte in Österreich und der dritte in der Schweiz. Es ist sein dritter Top-10- und erster Nummer-eins-Erfolg in Deutschland. Für Forster als Musikproduzenten ist dies der vierte Charterfolg in Deutschland und Österreich sowie der zweite in der Schweiz. Bis heute konnte sich keine Single Forsters höher in den Singlecharts platzieren. Jaehn erreichte als Interpret hiermit zum vierten Mal die Charts in Deutschland, Österreich und der Schweiz. Es ist sein vierter Top-10- und dritter Nummer-eins-Erfolg in Deutschland. Als Autor ist dies sein zweiter Charterfolg in Deutschland, Österreich und der Schweiz. Es ist sein zweiter Top-10- und erster Nummer-eins-Erfolg in Deutschland. Für Jaehn als Musikproduzenten ist dies bereits der dritte Charterfolg in Deutschland, Österreich und der Schweiz. Es ist sein dritter Top-10- und zweiter Nummer-eins-Erfolg in Deutschland. Steinke erreichte in seiner Autorentätigkeit zum sechsten Mal die deutschen sowie zum vierten Mal die österreichischen und zum dritten Mal die Schweizer Singlecharts. In Österreich ist es nach Au revoir und Flash mich sein dritter Top-10-Erfolg, in Deutschland und der Schweiz nach Au revoir sein erster, zeitgleich stellt Stimme den ersten und bislang einzigen Nummer-eins-Erfolg von Steinke dar.
| ChartsChartplatzierungen | Höchstplatzierung | Wochen |
| ------------------------ | ----------------- | ------ |
| Deutschland (GfK)        | 1 (31 Wo.)        | 31     |
| Österreich (Ö3)          | 10 (24 Wo.)       | 24     |
| Schweiz (IFPI)           | 26 (16 Wo.)       | 16     |

| ChartsJahrescharts (2016) | Platzierung |
| ------------------------- | ----------- |
| Deutschland (GfK)         | 39          |
| Österreich (Ö3)           | 62          |

### Auszeichnungen für Musikverkäufe
Im Oktober 2016 wurde Stimme in Deutschland mit einer Platin-Schallplatte für über 400.000 verkaufte Einheiten ausgezeichnet.

| Land/Region        | Auszeichnungen für Musikverkäufe (Land/Region, Auszeichnung, Verkäufe) | Verkäufe |
| ------------------ | ---------------------------------------------------------------------- | -------- |
| Deutschland (BVMI) | Platin                                                                 | 400.000  |
| Insgesamt          | 1× Platin ·                                                            | 400.000  |

## Coverversionen und Parodien
- 2016: Die Lochis: Am 23. Januar 2016 veröffentlichten Die Lochis auf ihrem YouTube-Kanal eine Parodie zu Stimme. Das Video erreichte innerhalb von zwei Wochen die Million-Grenze.[17]
- 2016: Radio PSR: Der Radiosender veröffentlichte als einer ihrer „Sachsensongs“ die Parodie Hör auf die Mutti.
- 2018: Rea Garvey: Der irische Rocksänger coverte das Stück im Rahmen der VOX-Musiksendung Sing meinen Song – Das Tauschkonzert. Das Stück ist auch auf dem dazugehörigen Sampler zu finden.[18]